# The Jungle Bunch
Missão: Ao Resgate da Selva (título em Portugal) ou A Turma da Floresta ao Regaste (título no Brasil) (também conhecido como Les As de la jungle ou Les As de la jungle à la Rescousse em francês, The Jungle Bunch ou The Jungle Bunch to the Rescue em inglês) é uma série animada computalizada francesa criado por Jean-François Tosti, David Alaux, Eric Tosti e Julien Fournet (TAT productions e Master Films em 2011) sobre animais da floresta, que são os defensores da floresta. A série foi ao ar em mais de 180 territórios. A série ganhou o Prémio Emmy Internacional na categoria infantil: Animação. Na França, a série é exibida  em 23 de outubro de 2011, pelo canal France 3. No Brasil, está exibida pelo canal Boomerang e TV Cultura desde 1 de setembro de 2014 e pela Nat Geo Kids desde novembro de 2017. Em Portugal, foi exibida pelo Canal Panda desde final de 2013 e pela RTP2 desde julho de 2019 no bloco Zig Zag.
Em 2015, foi renovada a segunda temporada, foi exibido em 5 de novembro de 2015, que estreou em 2018 no Brasil pelo Nat Geo Kids.

## Enredo
Dentro da selva, se há um problema ou uma injustiça para corrigir, não se preocupe: basta puxar o sinal da Turma da Floresta e eles vão correr para o resgate! Impossível ficar entediado com esse bando de heróis sempre pronto para a aventura e cujas relações são infinitas fontes de comédia!

## Personagens
- Maurice ou (em português) Maurício: é um pinguim que pensa que é um tigre, a quem alguns chamam "O Grande Tigre Guerreiro", é o líder da Turma da Floresta e nunca tem medo de levar o resto da turma em novas aventuras.
- Junior ou (em português) Júnior: é um peixe listado, filho adotivo de Maurício (como evidenciado por suas listras), que é muitas vezes em sua bacia, sob o braço do O Grande Tigre Guerreiro. Maurice tenta ensinar Junior para ser forte e corajoso como ele.
- Miguel: é um gorila forte, com pouca inteligência. A coisa que o torna-se mais feliz do mundo são as bananas.
- Gilbert: é um tarsier muito inteligente e um pouco neurótico.
- Batricia ou (em português) Patrícia: é uma morcego fêmea que tem uma queda por Gilbert, que todos esperam ser correspondida algum dia.
- Al e Bob: Duas rãs personagens distintos mas compartilham a mesma amizade, moram no mesmo lago e gostam de comer moscas.
- Fred: Um javali que fala cantando e rimando. Miguel costuma chamá-lo de "Amigo porco".

## Elenco de dublagem

### Dublagem original
- Philippe Bozo: Maurice, o pinguim-tigre
- Michel Mella: Fred, o javali
- Emmanuel Curtil: Al, o sapo
- Paul Borne: Bob, o outro sapo
- Laurent Morteau: Gilbert, o tarsier
- Pascal Casanova: Miguel, o gorila
- Céline Monsarrat: Batricia, a morcego
- Jean-Philippe Puymartin: O Réporter
- Benjamin van Meggelen: Barbe Sale

### Dublagem brasileira
- Hélio Ribeiro: Maurício, o pinguim-tigre
- Mauro Ramos: Fred, o javali
- Sérgio Stern: Al, o sapo
- Jorge Vasconcelos: Bob, o outro sapo
- Paulo Vignolo (1ª Temporada)/Daniel Muller (2ª Temporada): Gilberto, o tarsier
- Marco Ribeiro: Miguel, o gorila
- Aline Ghezzi: Patrícia, a morcego

No Brasil, a série é dublada no Rio de Janeiro, no estúdio Audio News, e é dirigida por Ana Lúcia Menezes.

## Mídia

### Episódios
| Séries                       | Temporada | Temporada | Episódios                            | Estreia original      | Estreia original      |
| Séries                       | Temporada | Temporada | Episódios                            | Estreia da temporada  | Final da temporada    |
| ---------------------------- | --------- | --------- | ------------------------------------ | --------------------- | --------------------- |
| Turma da Floresta ao Vivo    |           | 1         | 26                                   | 23 de outubro de 2011 | 4 de novembro de 2011 |
| Turma da Floresta ao Resgate |           | 1         | 52+1 (crossover com La Chouette)     | 2012                  | 2014                  |
| Turma da Floresta ao Resgate |           | 2         | 52+1(Crossover com a série A Coruja) | 5 de novembro de 2015 | 2016                  |

### Filmes

#### The Jungle Bunch–Back to the Ice Floe
Em 31 de dezembro de 2011 foi transmitido na França pelo canal France 3, o primeiro filme da série animada chamado Missão: Ao Resgate da Selva (título em Portugal) ou Turma da Floresta de Volta ao Pólo Sul (título no Brasil) (Les As de la Jungle, Opération Banquise em francês e The Jungle Bunch—Back to the Ice Floe em inglês), com duração de 52 minutos.
Nascido na África, um pinguim precisa retornar à Antártica para salvar sua família de morsas.

#### The Jungle Bunch
Um segundo filme da série, foi lançado em 26 de julho de 2017 nos cinemas franceses e é destinado a uma audiência familiar.

## Prêmios e nomeações
| Ano  | Prêmio                                 | Categoria                                       | Nomeado                                      | Resultado |
| ---- | -------------------------------------- | ----------------------------------------------- | -------------------------------------------- | --------- |
| 2011 | Cartoons on the Bay - Pulcinella Award | Melhores Personagens Animadas do Ano            | Pelo Les As de la Jungle, Opération Banquise | Venceu    |
| 2012 | SICAF Korea                            | Prémio Distinção Especial – TV Film             | Pelo Les As de la Jungle, Opération Banquise | Venceu    |
| 2012 | Cartoons on the Bay - Pulcinella Award | Melhor Personagem Animada                       | Pelo Les As de la Jungle, Opération Banquise | Indicado  |
| 2012 | Anima Mundi Brasil                     | Melhor Animação para Crianças                   | Pelo Les As de la Jungle, Opération Banquise | Venceu    |
| 2012 | Lucas Children Film Festival           | Melhor Animação para Crianças                   | Pelo Les As de la Jungle, Opération Banquise | Venceu    |
| 2012 | International Emmy Awards              | Melhor Filme Animado                            | Pelo Les As de la Jungle, Opération Banquise | Indicado  |
| 2013 | TV France International                | Prix Export                                     | Pelo Les As de la Jungle, Opération Banquise | Venceu    |
| 2013 | Kidscreen Awards                       | Prémio Melhor Filme Animado pela Televisão      | Pelo Les As de la Jungle, Opération Banquise | Venceu    |
| 2014 | International Emmy Awards              | Melhor Animação na Categoria Infantil: Animação | Pelo Les As de la jungle à la Rescousse      | Venceu    |

## Transmissão
| Países | Emissoras                                |
| --- | ---------------------------------------- |
| França | France 3                                 |
| Estados Unidos | Universal Kids                           |
| Alemanha | Super RTL Boomerang (Alemanha)           |
| Espanha | Clan TVE Canal Panda                     |
| Portugal | Canal Panda RTP2                         |
| Bélgica | RTBF-OufTivi (Valônia) VRT (Flanders)    |
| Polônia | TV Puls                                  |
| Lituânia | LRT                                      |
| Hungria | Minimax                                  |
| Quebec | TéléQuébec                               |
| Médio Oriente | Jeem TV                                  |
| Indonésia | MNC TV                                   |
| Nova Zelândia | TVNZ                                     |
| Itália | Rai YoYo                                 |
| Austrália | ABC 3                                    |
| Reino Unido Irlanda | Boomerang Reino Unido                    |
| Roménia Hungria República Tcheca Polônia Rússia Bulgária | Boomerang (CEE)                          |
| Argentina Bolívia Colômbia Costa Rica Chile El Salvador Equador Guatemala Honduras México Nicarágua Panamá Paraguai Peru Porto Rico República Dominicana Uruguai Venezuela | Boomerang América Latina Nat Geo Kids    |
| Brasil | Boomerang Brasil TV Cultura Nat Geo Kids |
| Brunei Camboja Filipinas Hong Kong Indonésia Laos Macau Malásia Myanmar Singapura Tailândia Vietnã                                                                         | Boomerang (Sudeste Asiático)             |
| Canadá | Cartoon Network (Canadá)                 |
| Turquia | Cartoon Network (Turkey)                 |